# 21706 Робмінехарт
21706 Робмінехарт (21706 Robminehart) — астероїд головного поясу, відкритий 7 вересня 1999 року.
Тіссеранів параметр щодо Юпітера — 3,181.